# Vernante
Vernante – miejscowość i gmina we Włoszech, w regionie Piemont, w prowincji Cuneo.
Według danych na rok 2004 gminę zamieszkiwało 1330 osób, 21,8 os./km².